# Hugues III de Castelnau-Calmont
Pour les articles homonymes, voir Castelnau et Calmont.
Hugues III de Castelnau-Calmont, né en 1294 et mort en 1356, est un seigneur et un militaire français du Quercy et du Rouergue.
Fils de Maffre III, baron de Castelnau-Bretenoux, il est d'abord marié à Aiguiline Duèze (morte en 1323), nièce du pape Jean XXII. Devenu officier à la cour pontificale d'Avignon, il y connaît le cardinal Raymond de Canillac, dont il épouse la sœur en secondes noces. Fidèle aux rois de France et aux Valois, il est fait prisonnier au siège de Bergerac et tué le 19 septembre 1356 à la bataille de Poitiers.

## Biographie

### Neveu de Jean XXII
Fils de Maffre III, baron de Castelnau-Bretenoux, et d'Alasie de Calmont d'Olt, il est lui-même baron de Castelnau et de Calmont d'Olt en 1315, date à laquelle il recueille tous les biens de la baronnie de Calmont d'Olt. En juillet 1318, Philippe V lui confirme la promesse faite à ses prédécesseurs, maintenant la baronnie de Castelnau sous la suzeraineté directe du roi de France. Hugues III épouse Aiguiline Duèze, fille de Pierre Duèze, frère de Jean XXII.

### Officier pontifical à Avignon
En 1316, dès l'élection de l'ancien évêque d'Avignon et cardinal de Porto, son oncle, sous le nom de Jean XXII, il fait partie de ses officiers en compagnie du chevalier Guillaume de Cornac, son voisin du Quercy, qui séjourne avec lui à la cour pontificale d'Avignon. Son fils Gailhard, époux de Yolande de Beynac depuis 1316, lui succède dès 1324 comme officier de la cour pontificale et devint maître des écuries du pape.

### Alliance avec les Canillac
Hugues III se remarie, après le décès de son épouse Aiguiline Duèze en 1323, avec Maralade de Canillac, sœur du cardinal Raymond de Canillac et de Garine épouse de Gerbert de Thémines. Il a de ce mariage :
- Jean I de Castelnau-Calmont (1350-1395), dixième baron de Castelnau ;
- Guérin, chanoine de Cahors, puis de Chartres ;
- Bégon de Castelnau-Calmont (mort le 10 septembre 1388), évêque de Cahors (1367-1388) ;
- Pierre ;
- Hélène, mariée vers 1340 à Déodat IV de Caylus ;
- Barrave, mariée à Raimond, baron d'Estaing ;
- Alasie, mariée à Arnaud III, vicomte de Caraman (petit neveu de Jean XXII) ;
- Marguerite, mariée vers 1350 à Marquès de Cardaillac-Thémines, seigneur de Montbrun et de Brengues. Marquès est après le traité de Brétigny, lieutenant en Quercy d'Édouard de Woodstock, le « Prince Noir », et le suit dans les expéditions d'Espagne en 1367, puis reprend les armes pour le roi de France à la suite du départ des troupes anglaises de Cahors en 1369. Son frère, Pierre de Cardaillac, est évêque de Cahors (1324-1367).

### Le seigneur
La puissance de la famille se renforce considérablement lors du premier quart du XIVe siècle. Hugues III, fort d'un solide héritage de titres en Quercy et en Rouergue, et grâce à ses deux mariages successifs, asseoit une situation politique, économique et financière des plus avantageuses. Il en profite pour renforcer et transformer son château de Castelnau-Bretenoux, au moment où se profilent les débuts de la guerre de Cent Ans.
En 1316, à la suite d'un désaccord lors d'une transaction entre Hugues III et Hélie de Malafaye, abbé de Beaulieu, dans la vicomté de Turenne, le pape Clément VI doit intervenir pour arbitrer et obtenir, en 1334, un renoncement de la part d'Hugues III. En 1341, Hugues confirme les privilèges accordés à la ville d'Espalion, puis en 1345, octroie une charte à ses sujets de Castelnau, codifiant ainsi les coutumes existantes. Ces coutumes, en fixant des redevances, consacrent l'abolition du servage et rendent propriétaires les tenanciers de la terre. La gestion de la communauté est confiée à deux nobles et à quatre prud'hommes élus chaque année.

### L'homme d'armes
Entièrement dévoué au roi de France lors de la guerre de Cent Ans, Hugues III sert dans l'armée du comte de l'Isle-Jourdain qui défend Bergerac, en 1345, contre l'Anglais Henry de Grosmont, comte de Derby, fait prisonnier par ce dernier il paye rançon peu après. En 1354, Hugues III participe au siège d'Aiguillon, et continue à défendre le haut-Quercy contre les Anglais jusqu'en 1356, où il tombe à la bataille de Poitiers.